# Lijst van integralen van inverse goniometrische functies
Dit artikel bevat een lijst van integralen van inverse goniometrische functies. De inverse functies van de goniometrische functies worden cyclometrische functies, arcfuncties of boogfuncties genoemd. Integralen zijn het onderwerp van studie van de integraalrekening.

## Integralen metarcsinus
{\displaystyle \int \arcsin x\ \mathrm {d} x=x\arcsin x+{\sqrt {1-x^{2}\ }}}
{\displaystyle \int \arcsin {\frac {x}{a}}\ \mathrm {d} x=x\arcsin {\frac {x}{a}}+{\sqrt {a^{2}-x^{2}\ }}}
{\displaystyle \int x\arcsin {\frac {x}{a}}\ \mathrm {d} x=\left({\frac {x^{2}}{2}}-{\frac {a^{2}}{4}}\right)\arcsin {\frac {x}{a}}+{\frac {x}{4}}{\sqrt {a^{2}-x^{2}\ }}}
{\displaystyle \int x^{2}\arcsin {\frac {x}{a}}\ \mathrm {d} x={\frac {x^{3}}{3}}\arcsin {\frac {x}{a}}+{\frac {x^{2}+2a^{2}}{9}}{\sqrt {a^{2}-x^{2}\ }}}
{\displaystyle \int x^{n}\arcsin x\ \mathrm {d} x={\frac {1}{n+1}}\left(x^{n+1}\arcsin x+{\frac {x^{n}{\sqrt {1-x^{2}\ }}-nx^{n-1}\arcsin x}{n-1}}+n\int x^{n-2}\arcsin x\ \mathrm {d} x\right)}
{\displaystyle \int \cos ^{n}x\arcsin x\ \mathrm {d} x=\left(x^{n^{2}+1}\arccos x+{\frac {x^{n}{\sqrt {1-x^{4}\ }}-nx^{n^{2}-1}\arccos x}{n^{2}-1}}+n\int x^{n^{2}-2}\arccos x\ \mathrm {d} x\right)}

## Integralen metarccosinus
{\displaystyle \int \arccos x\ \mathrm {d} x=x\arccos x-{\sqrt {1-x^{2}\ }}}
{\displaystyle \int \arccos {\frac {x}{a}}\ \mathrm {d} x=x\arccos {\frac {x}{a}}-{\sqrt {a^{2}-x^{2}\ }}}
{\displaystyle \int x\arccos {\frac {x}{a}}\ \mathrm {d} x=\left({\frac {x^{2}}{2}}-{\frac {a^{2}}{4}}\right)\arccos {\frac {x}{a}}-{\frac {x}{4}}{\sqrt {a^{2}-x^{2}\ }}}
{\displaystyle \int x^{2}\arccos {\frac {x}{a}}\ \mathrm {d} x={\frac {x^{3}}{3}}\arccos {\frac {x}{a}}-{\frac {x^{2}+2a^{2}}{9}}{\sqrt {a^{2}-x^{2}\ }}}

## Integralen metarctangens
{\displaystyle \int \arctan x\ \mathrm {d} x=x\arctan x-{\frac {1}{2}}\ln(1+x^{2})}
{\displaystyle \int \arctan \left({\frac {x}{a}}\right)\ \mathrm {d} x=x\arctan \left({\frac {x}{a}}\right)-{\frac {a}{2}}\ln \left(1+{\frac {x^{2}}{a^{2}}}\right)}
{\displaystyle \int x\arctan \left({\frac {x}{a}}\right)\ \mathrm {d} x={\frac {(a^{2}+x^{2})\arctan \left({\frac {x}{a}}\right)-ax}{2}}}
{\displaystyle \int x^{2}\arctan \left({\frac {x}{a}}\right)\ \mathrm {d} x={\frac {x^{3}}{3}}\arctan \left({\frac {x}{a}}\right)-{\frac {ax^{2}}{6}}+{\frac {a^{3}}{6}}\ln({a^{2}+x^{2}})}
{\displaystyle \int x^{n}\arctan \left({\frac {x}{a}}\right)\ \mathrm {d} x={\frac {x^{n+1}}{n+1}}\arctan \left({\frac {x}{a}}\right)-{\frac {a}{n+1}}\int {\frac {x^{n+1}}{a^{2}+x^{2}}}\ \mathrm {d} x,\quad n\neq -1}

## Integralen metarccotangens
{\displaystyle \int \operatorname {arccot} x\ \mathrm {d} x=x\operatorname {arccot} x+{\frac {1}{2}}\ln(1+x^{2})}
{\displaystyle \int \operatorname {arccot} {\frac {x}{a}}\ \mathrm {d} x=x\operatorname {arccot} {\frac {x}{a}}+{\frac {a}{2}}\ln(a^{2}+x^{2})}
{\displaystyle \int x\operatorname {arccot} {\frac {x}{a}}\ \mathrm {d} x={\frac {a^{2}+x^{2}}{2}}\operatorname {arccot} {\frac {x}{a}}+{\frac {ax}{2}}}
{\displaystyle \int x^{2}\operatorname {arccot} {\frac {x}{a}}\ \mathrm {d} x={\frac {x^{3}}{3}}\operatorname {arccot} {\frac {x}{a}}+{\frac {ax^{2}}{6}}-{\frac {a^{3}}{6}}\ln(a^{2}+x^{2})}
{\displaystyle \int x^{n}\operatorname {arccot} {\frac {x}{a}}\ \mathrm {d} x={\frac {x^{n+1}}{n+1}}\operatorname {arccot} {\frac {x}{a}}+{\frac {a}{n+1}}\int {\frac {x^{n+1}}{a^{2}+x^{2}}}\ \mathrm {d} x,\quad n\neq -1}

## Integralen met arcsecans
{\displaystyle \int \operatorname {arcsec} x\ \mathrm {d} x=x\operatorname {arcsec} x-\ln \left|\ x+x{\sqrt {{\frac {x^{2}-1}{x^{2}}}\ }}\ \right|}
{\displaystyle \int \operatorname {arcsec} {\frac {x}{a}}\ \mathrm {d} x=x\operatorname {arcsec} {\frac {x}{a}}+{\frac {x}{a|x|}}\ln \left|\ x\pm {\sqrt {x^{2}-1\ }}\ \right|}
{\displaystyle \int x\operatorname {arcsec} x\ \mathrm {d} x={\frac {1}{2}}\left(x^{2}\operatorname {arcsec} x-{\sqrt {x^{2}-1\ }}\right)}
{\displaystyle \int x^{n}\operatorname {arcsec} x\ \mathrm {d} x={\frac {1}{n+1}}\left(x^{n+1}\operatorname {arcsec} x-{\frac {1}{n}}\left[\ x^{n-1}{\sqrt {x^{2}-1\ }}+[1-n]\left(x^{n-1}\operatorname {arcsec} x+(1-n)\int x^{n-2}\operatorname {arcsec} x\ \mathrm {d} x\right)\right]\right)}

## Integralen met arccosecans
{\displaystyle \int \operatorname {arccsc} x\ \mathrm {d} x=x\operatorname {arccsc} x+\ln \left|\ x+x{\sqrt {{\frac {x^{2}-1}{x^{2}}}\ }}\ \right|}
{\displaystyle \int \operatorname {arccsc} {\frac {x}{a}}\ \mathrm {d} x=x\operatorname {arccsc} {\frac {x}{a}}+{a}\ln {\left[\ {\frac {x}{a}}\left({\sqrt {1-{\frac {a^{2}}{x^{2}}}\ }}+1\right)\right]}}
{\displaystyle \int x\operatorname {arccsc} {\frac {x}{a}}\ \mathrm {d} x={\frac {x^{2}}{2}}\operatorname {arccsc} {\frac {x}{a}}+{\frac {ax}{2}}{\sqrt {1-{\frac {a^{2}}{x^{2}}}\ }}}
rationaal · irrationaal · exponentieel · logaritmisch · goniometrisch · invers goniometrisch · hyperbolisch · invers hyperbolisch